# Niemojki (stacja kolejowa)
Niemojki – stacja kolejowa w Niemojkach, w województwie mazowieckim, w Polsce.  

## Ruch pasażerski
| Rok  | Wymiana pasażerska na dobę |
| ---- | -------------------------- |
| 2017 | 50-99                      |
| 2022 | 100-149                    |

W listopadzie 2020 roku ogłoszono przetarg na modernizacje peronów. Prace zakończono we wrześniu 2021 roku.

## Połączenia
- Czeremcha
- Hajnówka
- Siedlce
- Mińsk Mazowiecki
- Warszawa